# سوليوس كولفيتيس
سوليوس كولفيتيس (بالليتوانية: Saulius Kulvietis)‏ مواليد 14 فبراير 1991 في كاوناس، هو لاعب كرة سلة ليتواني. بدأ مسيرته الاحترافية في سنة 2008. يحمل الرقم 12. لعب مع نادي ساكالي لكرة السلة وأوتينوس يوفنتوس في الدوري الليتواني لكرة السلة.

## روابط خارجية
- سوليوس كولفيتيس على موقع الاتحاد الدولي لكرة السلة (الإنجليزية)
- سوليوس كولفيتيس على موقع الدوري الإسباني لكرة السلة (الإسبانية)
- سوليوس كولفيتيس على موقع كرة السلة الأوروبية.كوم (الإنجليزية)
- سوليوس كولفيتيس على موقع ريلجم (الإنجليزية)
- سوليوس كولفيتيس على موقع بروبوليرز (الإنجليزية)
- سوليوس كولفيتيس على موقع سبورتس رفرنس (الإنجليزية)